# 7280 Bergengruen
A 7280 Bergengruen (ideiglenes jelöléssel 1988 RA3) a Naprendszer kisbolygóövében található aszteroida. Freimut Börngen fedezte fel 1988. szeptember 8-án.